# آنا إيليك
آنا إيليك (بالصربية: Ана Илић)‏ (25 ديسمبر 1995، فرانيي في صربيا)؛ كاتِبة وشاعرة صربية.